# Wemade Entertainment
WeMade Entertainment Co., Ltd é uma empresa que desenvolve jogos online e provedora de serviços, com sede em Seul, Coreia do Sul. É a criadora da série de MMORPGs Legend of Mir, os dois títulos mais conhecidos sendo The Legend of Mir 2 e sua continuação The Legend of Mir 3. Legend of Mir atraiu mais de 120 milhões de usuários na Ásia, e gerou mais de $65 milhões de renda por mês durante seu ápice. Até hoje, no seu nono ano de operação, Legend of Mir 2 ainda gera mais de $20 milhões por mês, apenas na República Popular da China.
A WeMade foi fundada em 10 de fevereiro de 2000, pelos desenvolvedores originais de Legend of Mir. Eles escolheram o nome WeMade Entertainment para reconhecer um processo de direitos autorais apresentado pelo seu sócio Coreano Actoz contra a operadora de jogos Shanda. Shanda tinha copiado Legend of Mir sob o nome The World of Legend, fazendo surgir o processo. Ao escolher o nome de sua companhia, os desenvolvedores estavam tentando dizer "We made Legend of Mir" ("nós fizemos Legend of Mir"). Shanda resolveu o processo adquirindo a Actoz e operando-a como Shanda Korea.
Em 2007, o CEO da WeMade Entertainment Kwan-Ho Park contratou Kevin "Sookiel" Seo como seu co-CEO para transformar a companhia de desenvolvimento em uma publicadora e operadora de jogos online na Coreia do Sul. Seo era conhecido como o antigo CEO da Actoz/Shanda Korea. A companhia, que possuía 300 empregados, cresceu para quase 600 enquanto expandia para fornecer serviços de hospedagem completos na Coréia.
Hoje, WeMade Entertainment Co. Ltd. hospeda e opera diversos jogos na Coréia. Isso inclui jogos desenvolvidos pela WeMade como Master of Fantasy e Chang Chun (também conhecido como Three Kingdom Chronicles). Além disso, WeMade também hospeda jogos de outras desenvolvedoras, incluindo Chaps Online, Tartaros e Avalon. WeMade continua a licenciar esses jogos para outras operadoras em outros territórios no globo. Shanda opera Legend of Mir 2 e Chang Chun na China, enquanto Softworld opera Mir 2 em Taiwan. GameFactory opera Rumble Fighter nos Estados Unidos e Europa.
No verão de 2008, WeMade estabeleceu sua sede nos Estados Unidos em Seattle, Washington. WeMade Entertainment USA, Inc. é uma subsidiária integral da entidade Coreana. Liderada pelo CEO AJ Redmer, a companhia americana é responsável pelo mercado de jogos ocidental incluindo Europa e Américas.
WeMade Entertainment também é dona do time profissional de StarCraft: Brood War WeMade FOX. Patrocinado pela Pepsi, Skechers, GomTV e Teseum, WeMade FOX foi liderada por um tempo por um dos melhores jogadores de StarCraft de todos os tempos, NaDA (que saiu em 2010 para jogar StarCraft 2).